# K-1グランプリ (玩具)
K-1グランプリはハズブロが発売した電子ゲーム。

## 概要
K-1グランプリは実在のK-1選手を育成することが目的の育成シミュレーションゲームである。
アンディ・フグ、マイク・ベルナルド、ピーター・アーツを育成することのできる3つのバージョンが発売された。接続端子が本体の両側面にあり、2個から16個までを接続して対戦をすることが可能である。